# Bad Mergentheim
Bad Mergentheim (pronunciación en alemán: /baːt ˈmɛʁɡn̩tˌhaɪ̯m/ⓘ) es una ciudad alemana de 22 449 habitantes, situada en el estado federado de Baden-Württemberg. Está situada a orillas del río Tauber (afluente del Meno) en su curso mediano.

## Historia
En Bad Mergentheim se encontró desde 1525 hasta 1809 (anexión al Reino de Wurtemberg) la sede principal de la Orden Teutónica. Por esta orden militar, el antiguo castillo de los condes de Hohenlohe que se remontaba al siglo XII, fue modificado en estilo renacentista entre 1565 y 1574. 

## Lugares de interés
Todavía hoy el castillo de la Orden Teutónica destaca por sus interiores y una capilla. También alberga el Museo de la Orden Teutónica, que ofrece una interesante visión de conjunto de lo que representaba esta orden militar. También hay la  oportunidad de ver el interior del castillo, con sus salones y frescos. Diferentes exposiciones se celebran a lo largo del año sobre el tema de la Orden. 
Detrás del castillo de Bad Mergentheim está el Schlosspark (parque del castillo). Se trata de un gran espacio abierto establecido en el jardín de estilo inglés. Enfrente está el parque del balneario. En este parque se encuentra el edificio de los manantiales, que desde el siglo XIX son explotados para la terapia de un gran número de enfermedades, tales como diabetes, cáncer (terapias alternativas), enfermedades psicosomáticas o neurodermitis. Hoy en día Bad Mergentheim con sus cuatro fuentes es el balneario más frecuentado de Baden-Württemberg (más que Baden Baden). Un atractivo no sólo para los pacientes sino también para todo el entorno representa la piscina “Solymar” donde se usan en parte aguas medicinales y que ofrece entre otras cosas “olas de mar”..

## Inmigración
Durante los años 2013 y 2014 se incrementó notablemente la presencia de españoles y griegos en la localidad debido a una masiva emigración de estos.

## Monumentos y sitios de interés

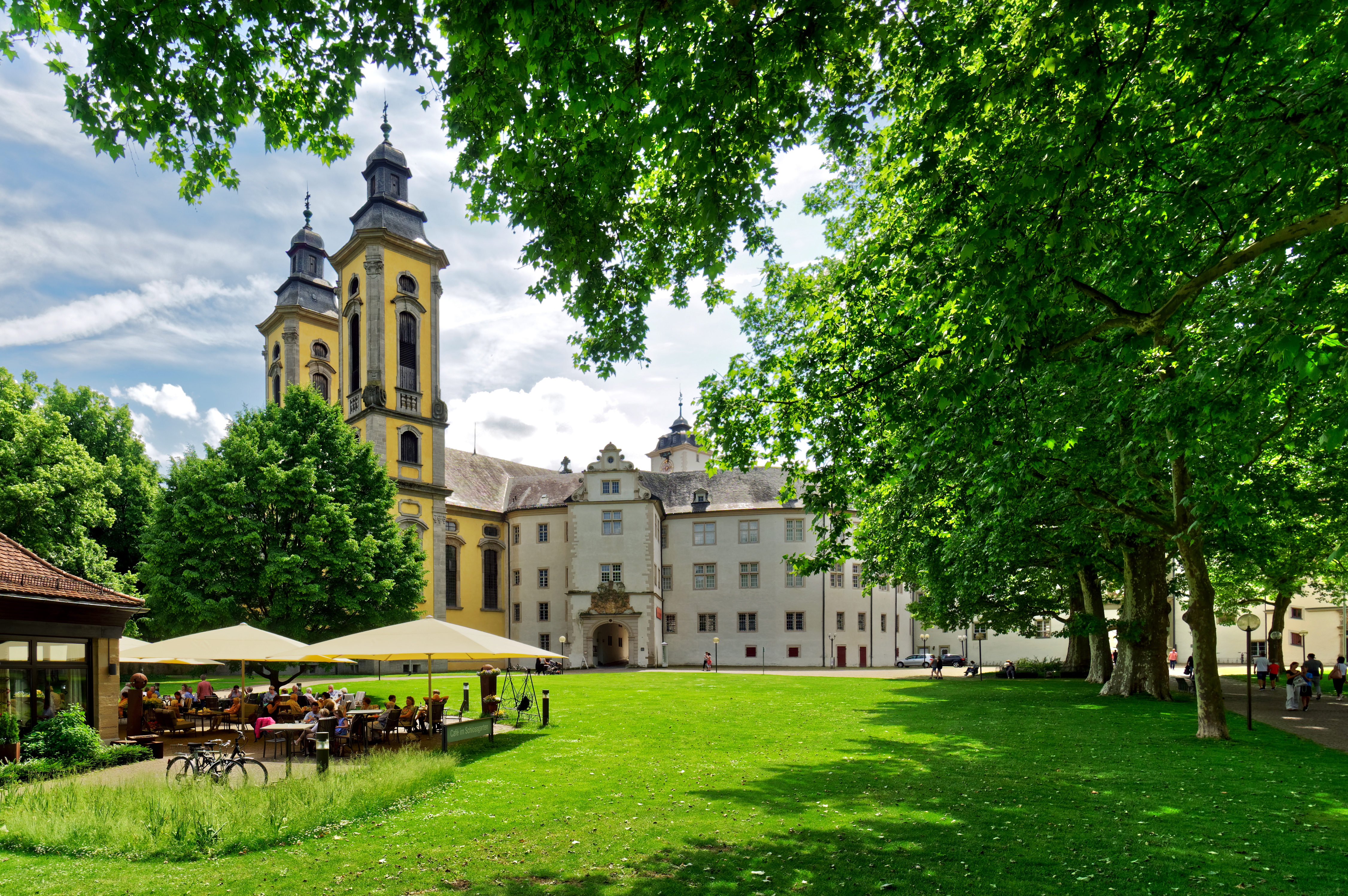
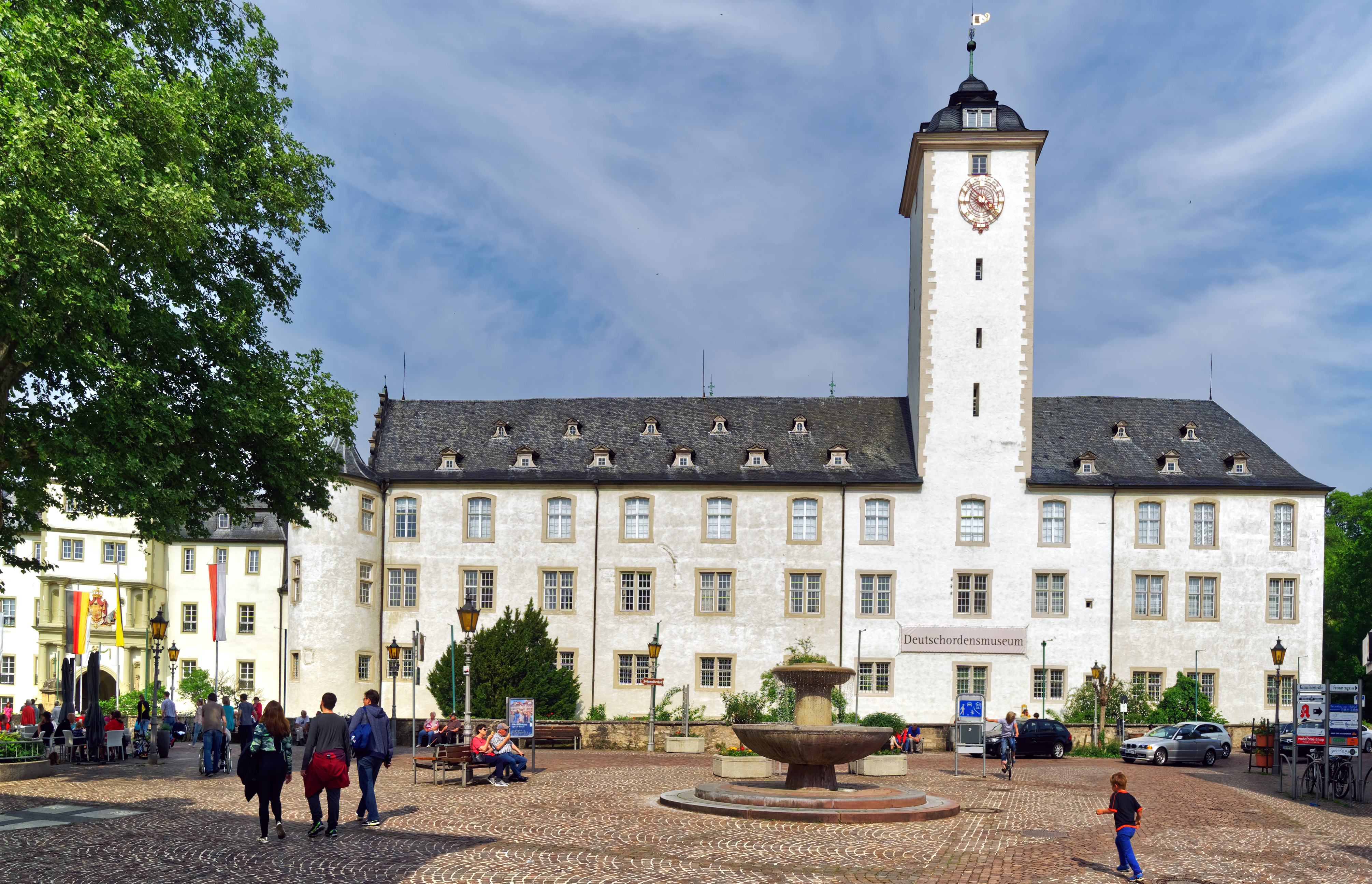

## Localidades
(Habitantes)
Althausen (600), Apfelbach (350), Dainbach (370), Edelfingen (1400), Hachtel (360), Herbsthausen (200), Löffelstelzen (1000), Markelsheim (2000), Neunkirchen (1000), Rengershausen (480), Rot (260), Stuppach (680), Wachbach (1300).

## Evolución de la población
| Año  | Población |
| 1660 | 1.064     |
| 1810 | 2.901     |
| 1834 | 2.702     |
| 1855 | 2.917     |
| 1871 | 3.713     |
| 1880 | 4.445     |
| 1890 | 4.397     |
| 1900 | 4.372     |
| 1910 | 4.747     |
| 1925 | 5.430     |
| 1933 | 6.191     |
| 1945 | 8.031     |
| 1950 | 10.184    |
| 1961 | 11.608    |
| 1970 | 12.616    |
| 1980 | 19.121    |
| 1990 | 21.567    |
| 2005 | 22.486    |

## Hermanamientos
Bad Mergentheim está hermanada con: 
- Digne-les-Bains (Francia)
- Sainte-Marie-du-Mont, Mancha (Francia)
- Isawa (Japón)
- Borgomanero (Italia)